# Symfonie nr. 2 (de Meij)
Symfonie nr. 2 "The Big Apple" (A New York Symphony) is een compositie voor harmonieorkest of symfonieorkest van de Nederlandse componist Johan de Meij uit 1993. 
De oorspronkelijke compositie voor harmonieorkest is geschreven in opdracht van The United States Air Force Band uit Washington D.C.. De officiële presentatie vond plaats in maart 1994 tijdens de Conventie van de American Bandmasters Association (ABA) op het Pacific Basin Music Festival te Honolulu, Hawaï door het opdrachtgevende orkest. De Nederlandse première werd verzorgd door het Amsterdam Wind Orchestra onder leiding van Heinz Friesen in het Muziekcentrum Vredenburg te Utrecht op in 1994.
Op de 14e Internationale Compositiewedstrijd te Corciano in 1993 kwam het werk in de finale en kreeg een eervolle vermelding van de jury.
Op verzoek van het Noord Nederlands Orkest werd een versie voor symfonieorkest geschreven welke in maart 2002 in première ging.
Het werk is opgenomen op cd door het Amsterdam Wind Orchestra onder leiding van Heinz Friesen.